# أسبوع القاهرة الدولي للمياه
يهدف أسبوع المياه الدولي بالقاهرة (أكتوبر2018)  إلى المساعدة في ربط قطاعي الأعمال الحكومي والخاص بالعلوم، والسياسات وآليات صنع القرار الخاصّة بمجال المياه والري. كما يهدف الحدث لخلق فرص لبناء شراكات مع وكالات الأمم المتحدة والإتحاد الأوروبي مع منظمات العمل المدني والمؤسسات الحكومية.  يضم المؤتمر الخاص بأسبوع المياه جلسات عامة وحلقات نقاش وورش عمل علمية ومعارض ملصقات وأحداث جانبية وحلقات دراسية. حيث سيتم تعاون أكثر من عشر منظمات دولية وخبراء من 56 دولة حول العالم. 

## التنظيم
بتاريخ 13 مايو 2018، افتتح الدكتور محمد عبد العاطى وزير الموارد المائية والرى، ورشة عمل للإعلان عن  انطلاق أسبوع القاهرة للمياه لأول مرة  (بالإنجليزية: Cairo Water Week)‏، تحت رعاية الرئيس عبد الفتاح السيسي، خلال الفترة من 14-18 أكتوبر من كل عام بالقاهرة تحت شعار الحفاظ على المياه من أجل تحقيق التنمية المستدامة . وقد شارك في تلك الورشة ممثل منظمة الأغذية والزراعة (بالإنجليزية: FAO)‏  في مصر السيد باسكوال ستيدوتيو وسفير الاتحاد الأوروبى بمصر  السيد إيفان سركوز ، وبعض الوزارات والجامعات والمنظمات الدولية والشركات والعلماء والخبراء والمنتفعين وصانعى السياسات والقطاع الخاص.

## المشاركين
ويشارك نحو (56) وفد وزارى في المؤتمر الرابع لوزراء مياه الدول الإسلامية ونحو(12) وفد وزارى في المؤتمر الثالث لتحالف الدلتا، وعدد كبير من المشاركين في المنتدى الأول للشباب الافريقى، والتي تقرر انعقادها بالتزامن مع أسبوع القاهرة للمياه.

## موضوعات هامة
من المقرر أن تتناول الجلسات الفنية والحلقات النقاشية خمس موضوعات رئيسية وحيوية لادارة المياه وهي:
1. الإدارة المتكاملة للمياه من اجل التنمية المستدامة
2. التغير المناخي والبيئه
3. ندرة المياه والصحة والصرف الصحي
4. العلوم والتكنولوجيا والإبتكار
5. حوكمة المياه العابرة للحدود وتقاسم المنافع [5]